# Kreuzkapelle (Dittwar)

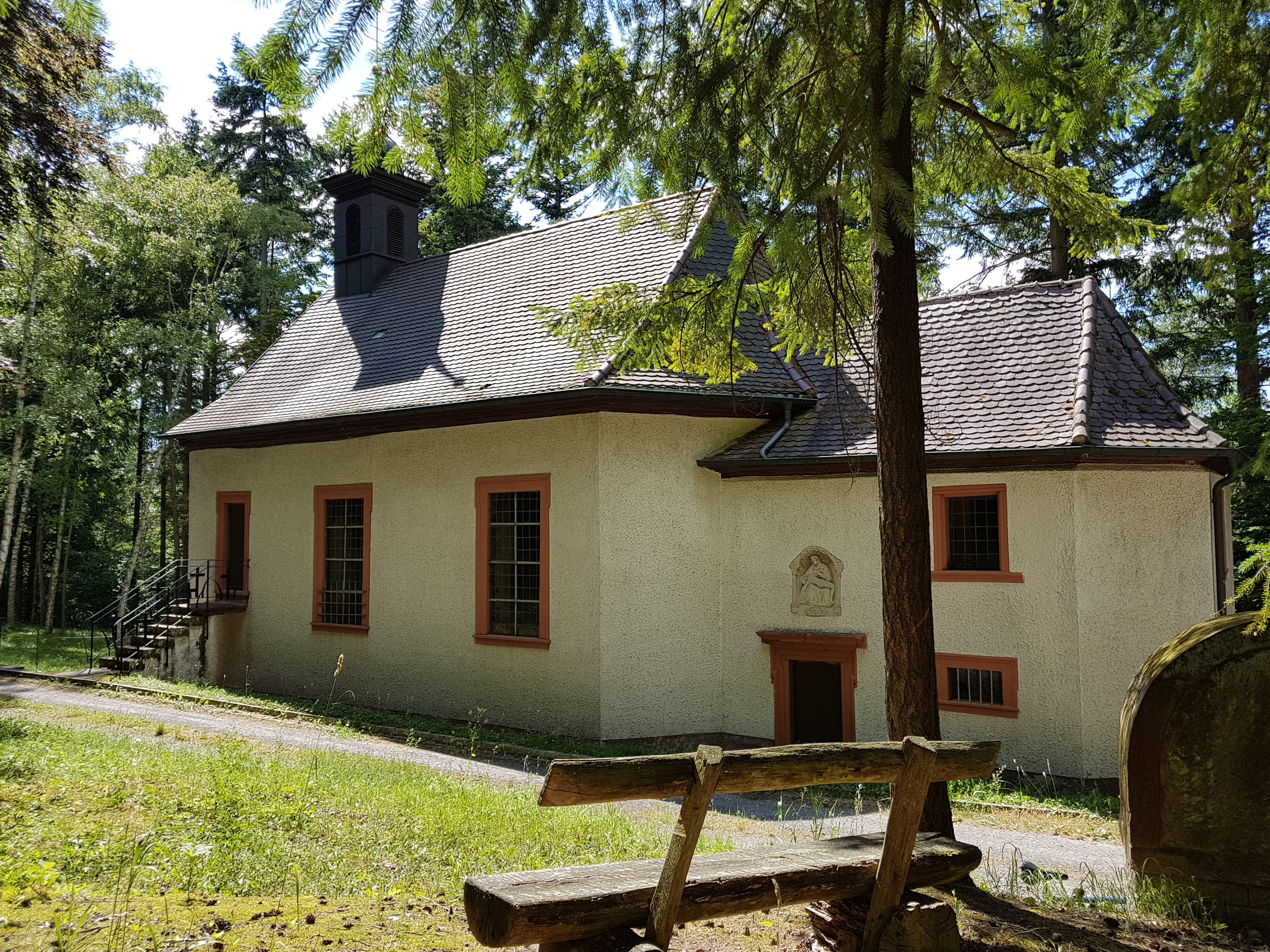
Kreuzkapelle (Kreuzhölzle) bei Dittwar, eingeweiht 1683

Die römisch-katholische Kreuzkapelle (auch als Kreuzhölzle bekannt) in Dittwar, einem Stadtteil von Tauberbischofsheim im Main-Tauber-Kreis in Baden-Württemberg, wurde 1683 eingeweiht. Schon seit 1670 wurden Wallfahrten zum Kreuzhölzle unternommen. Die für die Kapelle oftmals verwendete Bezeichnung Kreuzhölzle entspringt dem Dittwarer Flurnamen Kreuzhölzlein, auf dem die Kreuzkapelle liegt. Die Kreuzkapelle gehört zur Dittwarer Pfarrgemeinde St. Laurentius der Seelsorgeeinheit Tauberbischofsheim, die dem Dekanat Tauberbischofsheim des Erzbistums Freiburg zugeordnet ist.

## Geschichte

### Ursprünge der Wallfahrt zum „Kreuzhölzle“

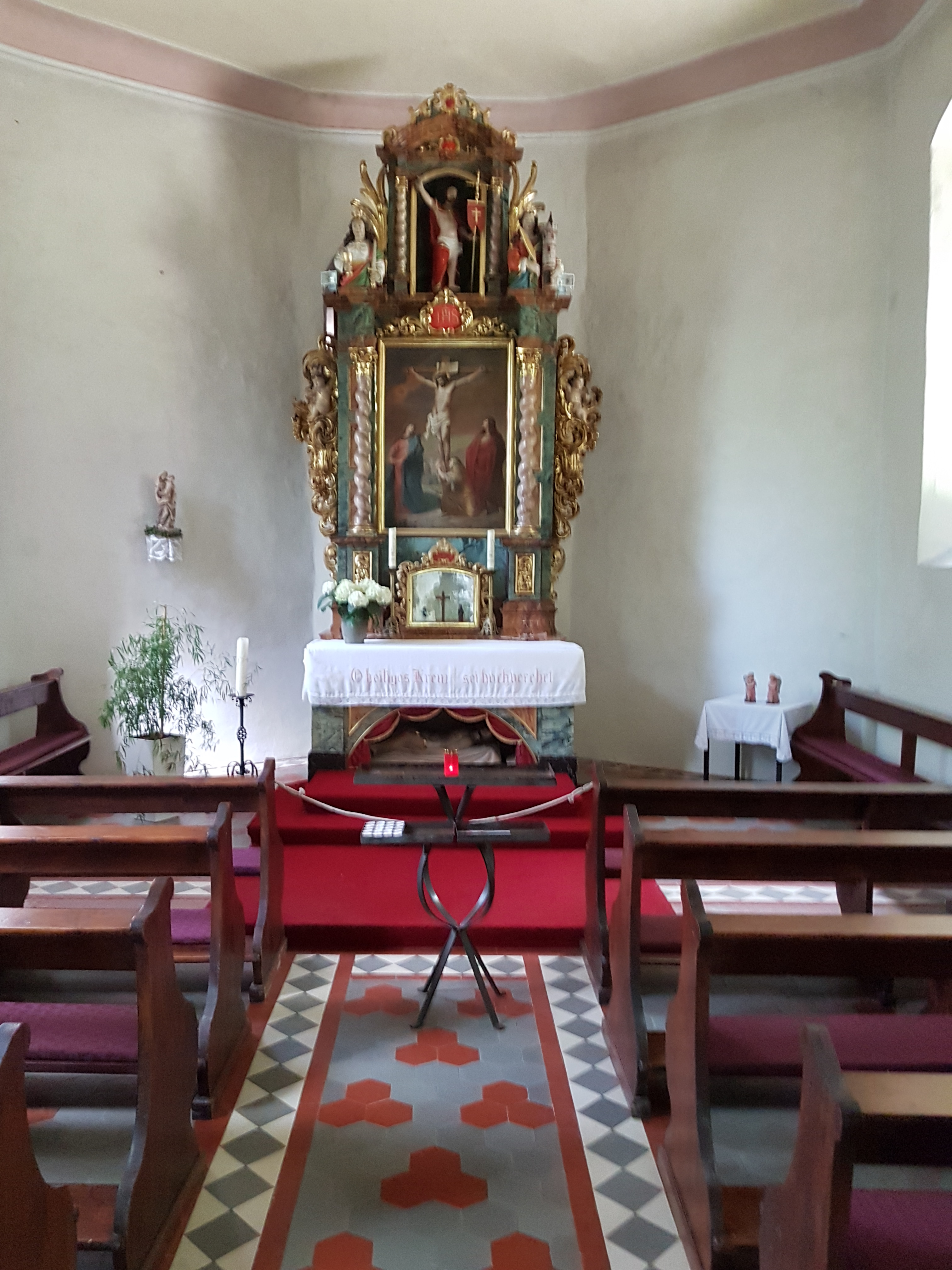
Altar der Kreuzkapelle, mit Duplikaten der 1669 gefundenen Holzfiguren (Maria und Johannes) in der Mitte

Ein taubstummes Mädchen aus Dittwar, Anna Maria Krank, fand 1669 beim Holzsammeln zwei Figuren, die Maria und Johannes darstellen, in einer Eiche. Anna Maria zeigte auch ihrem Bruder Jakob die Figuren, der den Baum an der Fundstelle zur Auffindung einschnitt. In der Folge wurde an der Fundstelle zunächst ein kleiner Altar errichtet. Seit 1670 ist eine Wallfahrt zum Kreuzhölzle nachgewiesen.
Die Wallfahrt zum Kreuzhölzle wurde von Jahr zu Jahr bekannter. Schon bald kamen die Pilger auch aus ferneren Orten. Im 18. Jahrhundert ließ eine Viehseuche nahezu ganz Bischofsheim (heute als Tauberbischofsheim bezeichnet) nach Dittwar pilgern. Laut Überlieferung rutschten besonders gläubige Leute mit besonderem Anliegen früher auf den Knien den Weg zur Kreuzkapelle hinauf.

### Kapellen und Reliquien
Der aus Dittwar stammende Gottfried Hammerich OPraem, ein Förderer der Wallfahrt, stiftete die Mittel für den Bau einer ersten, hölzernen Kreuzkapelle am Fundort, der bald ein Steinbau folgte. Ab dem Jahre 1683 war der Eichbaum wohl nicht mehr vorhanden und über dem Baumstumpf wurde der Altar der heutigen Kreuzkapelle am Kreuzhölzle Dittwar errichtet.

### Kreuzweg

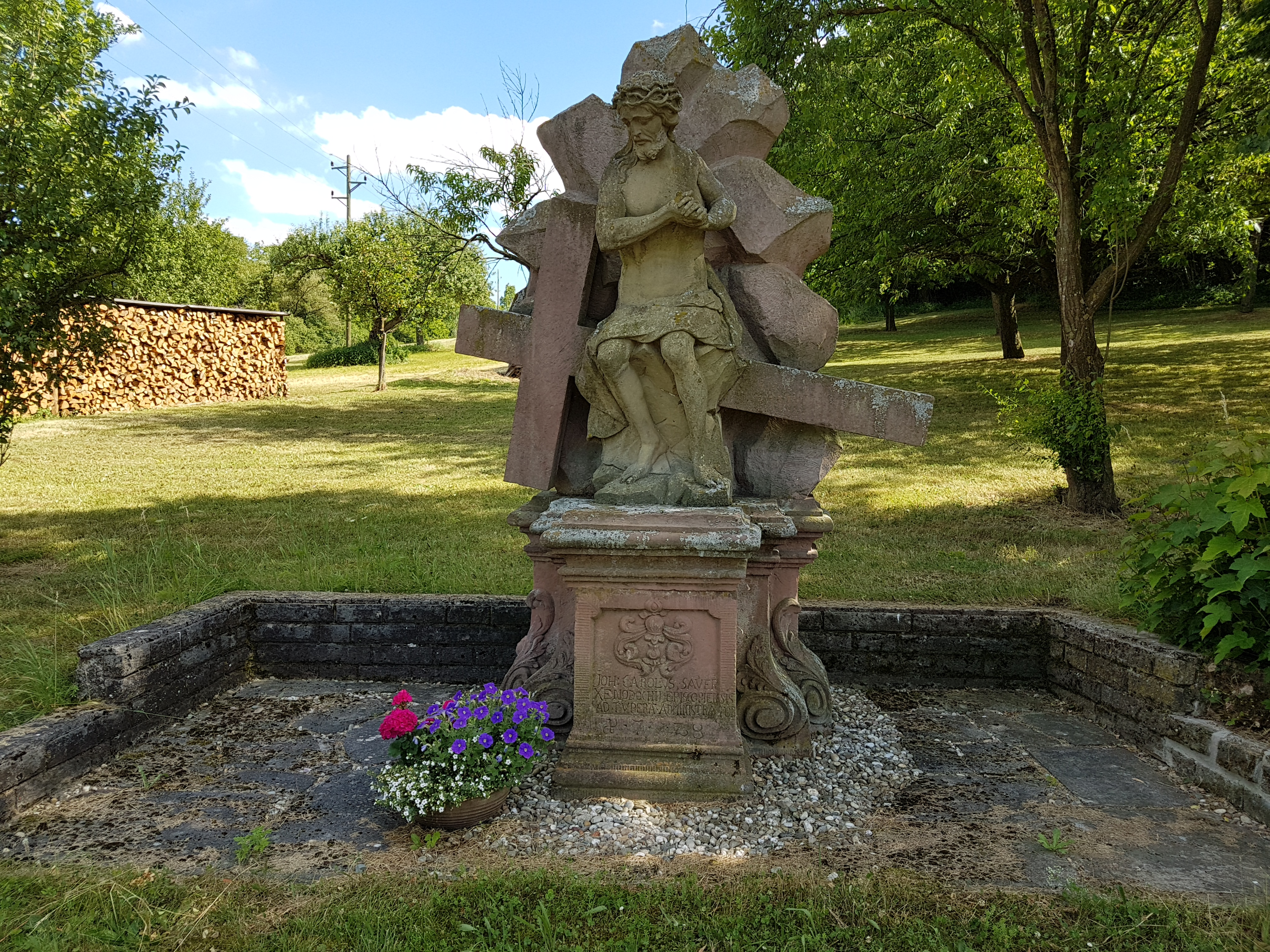
Steinfigur die Ruh Christi, Jesus neben dem Kreuz sitzend, am Rande des Kreuzweges

Vom Ort führt ein Kreuzweg zur Dittwarer Kreuzkapelle am Kreuzhölzle hinauf. Johannes Carolus Sauer, ein ehemaliger Verwalter des Spitals in Tauberbischofsheim, stiftete im Jahre 1728 eine Steinfigur, die Jesus neben dem Kreuz sitzend darstellt, womit er sich besondere Gnade erhoffte. Diese wird die Ruh Christi genannt und befindet sich neben dem Kreuzweg zwischen der vierten und fünften Station, vor Beginn des Kapellenwaldes. Im Jahre 1730 kam es zum Anbau einer Sakristei an die Kapelle. 1747 wurde die Druckerlaubnis einer bischöflichen Kommission für das erste Wallfahrtsbüchlein erteilt.
In der Folge wurden auch eine Orgel eingebaut und der Kreuzweg erhielt 14 kleine Steinkapellen als Kreuzwegstationen. Der Kreuzweg des Jahres 1747 wurde durch den damaligen Spitalverwalter Christoph Bernhard Müller gestiftet. Die Einweihung des Kreuzweges erfolgte im Jahre 1759 durch die Tauberbischofsheimer Franziskaner.
Die 12. Kapelle wurde „Kalvarienberg“ genannt, da sie größer als die Übrigen war und sich in der „Kalvarienbergkapelle“ ein Altar zur Erinnerung an die Kreuzigung befand. Von der ersten Station bis zum Kalvarienberg zählte man 1361 Schritte; Das soll laut Legende der Abstand des historischen Kreuzweges in Jerusalem sein. Im ersten Wallfahrtsbüchlein wurden auch eine ganze Reihe von weiteren Wundern aufgezählt, die sich im Jahre 1670 ereignet haben sollen.
Ursprünglich handelte es sich beim Dittwarer Kalvarienbergkapelle um eine Behausung der Einsiedler. Diese wurde aber von einem Freiherrn Bettendorff zu Gissigheim zu einem weiteren Kapellchen umgebaut.

### Mariengrotte
In den 1790er Jahren wurde eine Mariengrotte (auch Lourdes-Grotte genannt), die sich 60 Schritte hinter der Kapelle befindet, ergänzt und bald darauf vergrößert. Sie besteht aus Travertinbrocken von der Dittwarer Gemarkung Heidenkessel.

### Wallfahrt heute
1983 feierte man mit einem Heimatfest das 300-jährige Bestehen der Kreuzkapelle. Anlässlich des Heimatfestes gab die Pfarrgemeinde in diesem Jahr ein neues Wallfahrtsbüchlein heraus und nahm zwischen 1977 und 1983 umfassende Renovierungen an der Kreuzkapelle, den Kreuzwegstationen und der Mariengrotte vor. 2009 wurde die 250-jährige Einweihung des Kreuzweges mit einem Kreuzfest gefeiert. Heute finden jährlich im Mai zur Kreuzauffindung und im September zur Kreuzerhöhung Wallfahrten statt.

## Denkmalschutz
Der Kreuzkapelle ist ein Kulturdenkmal der Stadt Tauberbischofsheim. Sie steht zusammen mit der nahe liegenden Kalvarienbergkapelle, einem Bildstock und den Kreuzwegstationen als Sachgesamtheit unter Denkmalschutz.